# 月魯
月魯（?—?），元朝公主，元明宗之女。
蒙哥命伯雅倫嫁给了亦乞列思的首领沙蓝朵儿，沙蓝朵儿是八剌失里之子、阿失之孙、忽怜曾孙、札忽儿臣（父锁儿哈、祖父成吉思汗的妹夫兼女婿、帖木侖·火臣别吉的驸马孛秃）玄孙。至顺三年（1332年），元文宗赐公主月鲁金五百两、银五千两。遣使往西域，赐诸王不赛因绣彩币二百四十匹。至元五年（1339年）秋七月丁丑，元惠宗封皇姊月鲁公主为昌国大长公主。 